# فريتز فيبر
فريتز فيبر (بالألمانية: Fritz Wepper)‏ من مواليد 17 أغسطس عام 1941م في مدينة ميونخ الألمانية، وهو ممثل سينمائي ألماني.

## وصلات خارجية
- فريتز فيبر على موقع IMDb (الإنجليزية)
- فريتز فيبر على موقع روتن توميتوز (الإنجليزية)
- فريتز فيبر على موقع مونزينجر (الألمانية)
- فريتز فيبر على موقع ألو سيني (الفرنسية)
- فريتز فيبر على موقع ميوزك برينز (الإنجليزية)
- فريتز فيبر على موقع أول موفي (الإنجليزية)
- فريتز فيبر على موقع قاعدة بيانات الأفلام السويدية (السويدية)
- فريتز فيبر على موقع ديسكوغز (الإنجليزية)
- فريتز فيبر على موقع قاعدة بيانات الفيلم (الإنجليزية)
- فريتز فيبر على موقع كينوبويسك (الروسية)